# Departament d'Apóstoles
Apóstoles és un dels disset departaments en els quals es divideix la província de Misiones, a l'Argentina. Se sitúa al sud-est de la província. La seva capçalera és la localitat homònima.
Limita amb els departaments de Capital, Leandro N. Alem, Concepción, amb la província de Corrientes i la República Federativa de Brasil.
El departament té una superfície de 1.035 km², equivalent al 3,48% del total de la província.
La seva població és de 51 169 habitants, segons el cens 2022 (INDEC).

## Educació i societat
A la localitat d'Apóstoles hi ha l'escola secundària rural mediada per tecnologia, ubicada al barri rural a 3 quilòmetres del con urbà.